# 北青木 (神戸市)
北青木（きたおおぎ、きたおうぎ）は、神戸市東灘区の町名。本庄地区に含まれる。住居表示実施済み区域で、北青木一丁目から北青木四丁目までが置かれている。平成17年国勢調査（2005年10月1日現在）における世帯数は2,815、人口6,612で内男性3,134人・女性3,478人。。郵便番号658-0014。

## 地理
本庄地区の西部に位置する。おおむね、町村制以前にあった青木村・西青木村（町村制公布後の本庄村の大字青木・西青木）のうち、阪神本線以北・鳴尾御影線以南の地域にあたる。
東は深江北町と、南から南東にかけては阪神本線を挟んで青木と、西は天上川を挟んで南から魚崎中町及び魚崎北町と、南西の一点で魚崎南町と、北から北東にかけては鳴尾御影線を挟んで本山南町と、それぞれ隣接している。

## 歴史

本庄村の大字・字を示す地図（『本庄村史』）。

1971年（昭和46年）6月1日に、本庄町深江字高橋町と同町青木字大倉町と本山町中野字江ノ元が東端の一丁目、本庄町青木字寺門町・古堂町（東半）が二丁目、同字古堂町（西半）と同町字西青木字本町（東半）・前田町（東半）が三丁目、同字西青木字本町（西半）・前田町（西半）が西端の四丁目として、住居表示を実施して成立した。

### 町名の変遷
| 以前                                                               | 昭和25年7月1日                 | 昭和25年10月10日     | 昭和46年6月1日   |
| ------------------------------------------------------------------ | ------------------------------ | -------------------- | ---------------- |
| （武庫郡本庄村）青木字江ノ元町                                     | （武庫郡本庄村）深江字高橋町   | 本庄町深江字高橋町   | 北青木一丁目     |
| （武庫郡本庄村）青木字東間                                         | （武庫郡本庄村）深江字高橋町   | 本庄町深江字高橋町   | 北青木一丁目     |
| （武庫郡本庄村）深江字踊松町3丁目                                  | （武庫郡本庄村）深江字高橋町   | 本庄町深江字高橋町   | 北青木一丁目     |
| （武庫郡本庄村）深江字踊松町4丁目                                  | （武庫郡本庄村）深江字高橋町   | 本庄町深江字高橋町   | 北青木一丁目     |
| （武庫郡本庄村）青木字大倉町                                       | （武庫郡本庄村）青木字大倉町   | 本庄町青木字大倉町   | 北青木一丁目     |
| （武庫郡本山村）中野字江ノ元                                       | （武庫郡本山村）中野字江ノ元   | 本山町中野字江ノ元   | 北青木一丁目     |
| （武庫郡本庄村）青木字寺門町                                       | （武庫郡本庄村）青木字寺門町   | 本庄町青木字寺門町   | 北青木二丁目     |
| （武庫郡本庄村）青木字六反田                                       | （武庫郡本庄村）青木字古堂町   | 本庄町青木字古堂町   | 北青木二・三丁目 |
| （武庫郡本庄村）青木字中ノ内                                       | （武庫郡本庄村）青木字古堂町   | 本庄町青木字古堂町   | 北青木二・三丁目 |
| （武庫郡本庄村）青木字八反長（北半、青木字竹元町になった以外）     | （武庫郡本庄村）青木字古堂町   | 本庄町青木字古堂町   | 北青木二・三丁目 |
| （武庫郡本庄村）西青木字本ノ峰（一部、西青木字前田町になった以外） | （武庫郡本庄村）西青木字本町   | 本庄町西青木字本町   | 北青木三・四丁目 |
| （武庫郡本庄村）西青木字丁ノ峰                                     | （武庫郡本庄村）西青木字本町   | 本庄町西青木字本町   | 北青木三・四丁目 |
| （武庫郡本庄村）西青木字垣内（北半、西青木字梅本町になった以外）   | （武庫郡本庄村）西青木字本町   | 本庄町西青木字本町   | 北青木三・四丁目 |
| （武庫郡本庄村）西青木字駒原                                       | （武庫郡本庄村）西青木字本町   | 本庄町西青木字本町   | 北青木三・四丁目 |
| （武庫郡本庄村）西青木字前田                                       | （武庫郡本庄村）西青木字本町   | 本庄町西青木字本町   | 北青木三・四丁目 |
| （武庫郡本庄村）西青木字大田                                       | （武庫郡本庄村）西青木字本町   | 本庄町西青木字本町   | 北青木三・四丁目 |
| （武庫郡本庄村）西青木字荒地（北半、西青木字梅本町になった以外）   | （武庫郡本庄村）西青木字本町   | 本庄町西青木字本町   | 北青木三・四丁目 |
| （武庫郡本庄村）西青木字井手（南半、西青木字福池町になった以外）   | （武庫郡本庄村）西青木字前田町 | 本庄町西青木字前田町 | 北青木三・四丁目 |
| （武庫郡本庄村）西青木字荒木                                       | （武庫郡本庄村）西青木字前田町 | 本庄町西青木字前田町 | 北青木三・四丁目 |
| （武庫郡本庄村）西青木字長井                                       | （武庫郡本庄村）西青木字前田町 | 本庄町西青木字前田町 | 北青木三・四丁目 |
| （武庫郡本庄村）西青木字土田                                       | （武庫郡本庄村）西青木字前田町 | 本庄町西青木字前田町 | 北青木三・四丁目 |
| （武庫郡本庄村）西青木字石田                                       | （武庫郡本庄村）西青木字前田町 | 本庄町西青木字前田町 | 北青木三・四丁目 |
| （武庫郡本庄村）西青木字横長                                       | （武庫郡本庄村）西青木字前田町 | 本庄町西青木字前田町 | 北青木三・四丁目 |
| （武庫郡本庄村）西青木字本ノ峰（一部、西青木字本町になった以外）   | （武庫郡本庄村）西青木字前田町 | 本庄町西青木字前田町 | 北青木三・四丁目 |

## 交通

### 鉄道
- 阪神電鉄 - 青木駅

### バス
- 神戸市営バス

## 施設
- 県営青木団地
- 県営青木第二鉄筋住宅
- 市営北青木住宅
- 市営北青木第二住宅
- 市営北青木第三住宅
- 市営北青木第四住宅
- 北青木公園
- 西青木公園
- 寺門公園
- 西林寺 - 浄土真宗本願寺派の仏教寺院。
- 春日神社